# Квартар
Квартар је најмлађи геолошки период кенозоишке ере на геолошкој временској скали према дефиницији Међународне комисије за стратиграфију (ICS). Овај период је почео завршетком епохе плиоцена, односно завршетком неогена (периоде) пре 2,588 ± 0,005 милиона година и траје и дан данас. У оквиру квартара издвојене су две геолошке епохе: плеистоцен, од 2,588 милиона година до пре 11,7 хиљада година и холоцен од пре 11,7 хиљада година, при чему холоцен траје и дан данас.
Назив квартар (у значењу - четврти) први је употребио 1829. године Деноаје, истражујући седименте у басену реке Сене у Француској, а 1839. Лејл уводи назив плеистоцен. Немачки научници су користили термине дилувијум и алувијум. 1922. П. Павлов уводи термин антропоген. Неформални термин „касни квартар” се односи на задњих 0,5–1,0 милиона година.
Квартарни период се типично дефинише цикличним растом и распадањем континенталних ледених плоча повезаних са Миланковићевим циклусима и пратећим климатским и еколошким променама које су се догодиле.

## Подела
Квартар се дели на две епохе: плеистоцен и холоцен. Епохе се даље деле на векове. Званична подела према Међународној комисији за стратиографију (ICS) приказана је у табели испод:
| Периода | Епоха      | Век                         | Почетак (Ma) | Крај (Ma) |
| ------- | ---------- | --------------------------- | ------------ | --------- |
| Квартар | Холоцен    | Мегалајан                   | 0,0042       | 0         |
| Квартар | Холоцен    | Нортгрипиј                  | 0,008276     | 0,0042    |
| Квартар | Холоцен    | Гренландиј                  | 0,0117       | 0,008276  |
| Квартар | Плеистоцен | Горњи плеистоцен            | 0,129        | 0,0117    |
| Квартар | Плеистоцен | Чибаниј (средњи плеистоцен) | 0,774        | 0,129     |
| Квартар | Плеистоцен | Калабриј                    | 1,8          | 0,774     |
| Квартар | Плеистоцен | Желасиј                     | 2,58         | 1,8       |

## Појава човека
Ово је време када се појављују преци данашњих људи. (Сматра се да се током терцијара, пре око 50 милиона година појавио адапис, 40-35 милиона - некролемур, 35-30 милиона - бранисела, а аустралопитеци се појављују у доба плиоцена)
- Током доњег плеистоцена (између 1,87 милиона година и 730.000 година) јавља се Хомо хабилис, затим и Хомо еректус.
- Током средњег плеистоцена (730.000-128.000) архајски Хомо сапиенс.
- Хомо неандерталенсис се смешта у доба горњег плеистоцена (око 100.000 година).
- Хомо сапиенс сапиенс (најближи данашњем човеку) јавља се око пре 40.000 година.

## Датовање
Постоји неколико метода датовања квартара:
- утврђивање односа кисеоникових изотопа у љуштурама фосила (фораминифера, коколитофоридите...)
- радиометријска метода К40/А40 (калијум/аргон), добро за датовање од почетка плеистоцена до 200.000 година. Постоји празнина за период од пре 200.000 година до 40.000 година.
- метод угљениковог изотопа C-14 (органске супстанце, за старост до пре 40.000 година)

## Поређење геолошке епохе, периода и фосилних налаза
| милиони година       | геолошка епоха             | периода                                     | фосили |  |
| -------------------- | -------------------------- | ------------------------------------------- | --- |  |
| 3,000 милиона година | АРХАЈСКА ЕРА               | ЕОЗОИК                                      | непоуздани тргови живота пред крај периода                                                                                           |  |
| 600 милиона година   | ПАЛЕОЗОЈСКА (примарна) ЕРА | - КАМБРИЈУМ - СИЛУР - ДЕВОН - КАРБОН - ПЕРМ | - прве водене животиње, нема кичмењака - живот још у води, - први водени кичмењаци - први остаци сувоземаца - појава првих гмизаваца |  |
| 200 милиона година   | МЕЗОЗОИК (секундарна ера)  | - ТРИЈАС - ЈУРА - КРЕДА                     | - царство првих гмизаваца, појава првих птица - непоуздани трагови првих сисара, водоземци се повлаче                                |  |
| 70 милиона година    | ТЕРЦИЈАР (КЕНОЗОИК)        | - ПАЛЕОЦЕН - ЕОЦЕН - ОЛИГОЦЕН - МИОЦЕН      | - 50. милиона година - адапис - 40-35 милиона год. - некролемур - 35-30 милиона год - бранисела,                                     |  |
| 1,87 милиона година  | ТЕРЦИЈАР                   | - ПЛИОЦЕН                                   | - аустралопитекуси |  |
| 0,01 милиона година  | КВАРТАР                    | - ПЛЕИСТОЦЕН - ХОЛОЦЕН                      | - Квартарна флора и фауна |  |

## Живот током квартара

### Квартарна флора
Глацијална (бореална) флора - мочварна вегетација тундре, на узвишењима, жбунасте цветнице на челу са "бореалном ружом“ (лат. Dryas octopetala), поларном врбом (лат. Salix polaris) и брезом (лат. Betula nana). Јужно од тундри су маховинасте и травнате степе, а још јужније - појас шума.
Топли терцијарни реликти после леденог доба очували су се на југу Кавказа: лат. Rhododendron laponicum расте у тропској Сијера Невади и североисточној црноморској области, у закавказју. У Алпима и у средњој Европи задржао се до око пре 100.000 година.

### Квартарна фауна
Мали је број морских мекушаца који је узумро у квартару. Неке врсте промениле су географско распростирање, на пр. лат. Corbicula fluminalis, крајем средњег плеистоцена (пре око 128.000 год), повукла се из Европе Дунавом до Каспијског басена.
Сисари: 
- шумски слон са правим кљовама - лат. Palaeoloxodon, (128.000/100.000)
- степски слон (лат. Mammuthus trogontherii)
- Мерков носорог
- тур или праговече (лат. Bos primigenius)
- коњи

Представници хладне климе:
- рунасти носорог
- ирвас (лат. Rangifer tarandus)
- бизон (лат. Bison priscus)

Пећински сисари:
- пећински медвед (лат. Ursus spelaeus)
- пећински лав (лат. Panthera spelaea)
- пећинска хијена (лат. Crocuta spelaea)